# Köntös-Szabó Zoltán
Köntös-Szabó Zoltán, 1974-ig Szabó (Szentmihály, 1940. március 3. – 2023. április 3.) erdélyi magyar író, újságíró.

## Életútja
Középiskoláit a kolozsvári 2. sz. Líceumban (a volt Református Kollégiumban) végezte 1957-ben 
A Forrás-nemzedék első rajának valóságszemléletét avantgárd eszközökkel bizarr rálátássá mélyítő művész.
Novelláival és riportjaival tűnt fel. Írói módszere e két műfaj szerencsés ötvözetéből született. Az 1960-as években megjelent kisregényei még diákkori élményeit rögzítve az ifjúsági irodalom új nyitását jelezte, 100 úton csatangol az ember fejléc alatt az Utunkban indított cikksorozata pedig a lényegre látó író eszközeivel közelítette meg a változó valóságot.
Novellái és "beszélgetései" következő sorában a mindennapok egyszerű alakjainak sorshelyzete, nyelvezete, rejtegetett titka robban elő. Az 1970-es években megjelent köteteit (Pingált szívek Natasának; Hová tűntek a hűségesek...) jellemezve írja Marosi Péter: a szerző "nemcsak arra érzékeny, ami bohém, furcsa, sőt groteszk körülötte, a környezetében, ami ilyen értelemben határeset vagy határeseten túli, hanem írói fantáziája mindegyre rá is dupláz a sok bohémkodásra, lumpenkodásra, furcsaságra, groteszkségre, úgyhogy írásművészete valamiféle groteszk népének, egyféle tragikomikus népeposz távlataiban oldja fel a gyermekkor emlékeit, a múltidéző kisemberek emlékezéseit". Tegyük hozzá: ez a groteszkség Kolozsvár jellegzetes egykori külvárosában, a Pata utcában szerzett gyermekélményeiből fakad.
Kár volt sírni Jeruzsálemben (1969) című kisregényében Rabbóni, a Megváltó általános emberi álmával, a Mennyek Országával szembeállítja Iskarioti Júdás evilági boldogságteremtésének egy népre korlátozott elképzelését, bibliai keretben is áthallhatóvá téve saját korának elvontan egyetemleges vagy ténylegesen szűk vágyálmait s a kettő közös tragédiáját. A kisregény első kiadását kultúrpolitikai okokra hivatkozva bezúzták, majd csak 1980-ban jelenhetett meg újra.
Az Utunk 1979-es évkönyvében közölt Lakon háza című drámáját a Szatmárnémeti Északi Színház mutatta be. A kritika elismeréssel fogadta, mert líraiságában "talán Csehovval rokon, a legfűtöttebb hangú közvetlen vallomás a szülőföld szeretetéről" (Páll Árpád). Az eredetileg már novellában is megfogalmazott téma a természetes tájbeli otthon külső-belső elidegenedését tükrözi. Fojtott ellenszenvek gyülemlenek fel hol a honosok és fürdővendégek közt, hol egy örökölt szőttest kiszorító giccses falvédő vagy a kapuzábés falukép és "a termőföld megbecstelenítése, semmibevevése" miatt, családot bomlasztó lelki rianásban.
Utolsó Romániában megjelent kötete, a Családi képek, levelek, avagy emberek útra kelnek, újra tényirodalmi jellegű "beszélgetések" gyűjteménye. Megszólaltatja a kisemberek egyéni visszaemlékezéseit a világesemények, háborúk forgatagában, erkölcsileg elkötelezve a megszólaltatottak iránt.
1981-ben családjával Magyarországra költözött, ahol további kötetei jelentek meg. 1984–1988 között a Rakéta Regényújság szerkesztője.

## Megjelent vagy megjelenés előtt álló kötetei és bemutatott drámája
1960-as évek:
- Napos évszak (novellák, Irodalmi Könyvkiadó, Bukarest, 1964)
- Hangolnak a tücskök (ifjúsági regény, Ifjúsági Könyvkiadó, Kolozsvár, 1965)
- Két part között (kisregény, Irodalmi Könyvkiadó, Bukarest, 1966)
- Tisztaszemű fiúk (kisregény, Ifjúsági Könyvkiadó, Kolozsvár, 1968)
- Énekelj csak, Simon testvér (novellák, elbeszélések, karcolatok, Irodalmi Könyvkiadó, Bukarest, 1968)
- Osztálykönyv (interjúk, Ifjúsági Könyvkiadó, Kolozsvár, 1969)

1970-es évek:
- Pingált szívek Natasának (novellák, Kriterion Könyvkiadó, Bukarest, 1974)
- Bárka ring az Urbán-öbölben I-II. (ifjúsági regény, Ion Creanga Könyvkiadó, Bukarest, 1976-77; magyar-román közös könyvkiadás, 1978)
- Hová tűntek a hűségesek?, avagy száz úton csatangol az ember (novellák, Kriterion Könyvkiadó, Bukarest, 1977)

1980-as évek:
- Családi képek, levelek, avagy emberek útra kelnek (beszélgetések, Dácia Könyvkiadó, Kolozsvár, 1980)
- Kár volt sírni Jeruzsálemben (kisregény, Kriterion Könyvkiadó, Bukarest, 1980; Magvető Könyvkiadó, Budapest, 1988)
- Eljön kegyelmed Szodomába? (válogatás, Magvető Könyvkiadó, Budapest, 1980)
- Lakon háza (dráma, bemutató: Északi Színház, Szatmár, 1981)
- El Galante pajzán emlékiratai (regény, Magvető Könyvkiadó, Budapest, 1984)
- A Sárkány éve (regény, Magvető Könyvkiadó, Budapest, 1985)
- Szurdokban árnyék – avagy Nikoláj kántortanító jelenései (elbeszélések, Magvető Könyvkiadó, Budapest, 1986)

1990-es évek:
- Trianon gyermekei (Családi) krónika 1., Fehér zászló Erdély felett (regényfolyam, Magvető Könyvkiadó, Budapest, 1992)
- Trianon gyermekei (Családi) krónika 2.,Tövissel kerített Éden (regényfolyam, Magvető Könyvkiadó, Budapest, 1994)
- Trianon gyermekei (Családi) krónika 3., Köd lepte be a Szamost (regényfolyam, Fekete Sas Kiadó, Budapest, 1997)

2000-es évek:
- Trianon gyermekei (Családi) krónika 4.,Torda felől hírt hoz a szél (regényfolyam, Fekete Sas Kiadó, Budapest, 2002)

2020-as évek:
Az alábbi kötetek tervezett megjelenése:
- Trianon gyermekei (Családi) krónika 5., Látományok és ármányok ideje
- Trianon gyermekei (Családi) krónika 6., Tüzek mellé telepedve
- Trianon gyermekei (Családi) krónika 7., Aranyosszék hű marad
- Trianon gyermekei (Családi) krónika 8., Nincs bekerítve Kolozsvár
- Trianon gyermekei (Családi) krónika 9., Távozó emlékek bája
- Trianon gyermekei (Családi) krónika 10., Gileádban elfogyott a balzsam
- Trianon gyermekei (Családi) krónika 11., A könyörtelen holnap
- Trianon gyermekei (Családi) krónika 12., Angyalokkal irgalmas ég alatt
- Trianon gyermekei (Családi) krónika 13/a, 13/b, Emmausban virradatra várva

## Díjak, elismerések
- József Attila-díj
- Magyar Köztársasági Arany Érdemkereszt